# Gouvernement Tomégah-Dogbé I
Quatrième République
Sélom Klassou II Tomégah-Dogbé II
Le gouvernement de Victoire Tomégah-Dogbé est le gouvernement de la République togolaise du 1er octobre 2020 au 8 septembre 2023.

## Composition initiale

### Première ministre
| Portrait               | Fonction          | Titulaire | Titulaire              | Parti |
| ---------------------- | ----------------- | --------- | ---------------------- | ----- |
| Victoire Tomegah-Dogbé | Première ministre |           | Victoire Tomégah-Dogbé | UNIR  |

### Ministres
| Fonction | Titulaire                | Titulaire                                 | Parti |
| --- | ------------------------ | ----------------------------------------- | ----- |
| Ministre d'État Ministre de l'Administration territoriale, de la Décentralisation et du Développement des territoires                               |                          | Payadowa Boukpessi                        | UNIR  |
| Ministre de l'Action sociale, de la Promotion de la femme et de l'Alphabétisation                                                                   |                          | Adjovi Lonlongno Apedo                    | ?     |
| Ministre des Affaires étrangères, de l'Intégration régionale et des Togolais de l'extérieur                                                         |                          | Robert Dussey                             | ?     |
| Ministre de l'Agriculture, de l'Élevage et du Développement rural                                                                                   |                          | Antoine Lékpa Gbegbeni                    | UNIR  |
| Ministre des Armées |                          | Rattaché à la Présidence de la République | ?     |
| Ministre de l'Habitat |                          | Kodjo Adedze                              | UNIR  |
| Porte-parole du gouvernement Ministre de la Communication et des Médias                                                                             |                          | Akodah Ayewouadan                         | ?     |
| Ministre de la Culture et du Tourisme |                          | Kossi Lamadokou                           | UNIR  |
| Ministre du Désenclavement et des Pistes rurales |                          | Bouraïma Kanfitine Tchede-Issa            | ?     |
| Ministre du Développement à la Base, de la Jeunesse et de l'Emploi des jeunes                                                                       |                          | Myriam Dossou de Souza-D'Almeida          | UNIR  |
| Porte-parole du gouvernement Ministre des Droits de l'Homme, de la Formation à la citoyenneté, des Relations avec les institutions de la République | Christian Eninam Trimua  |                                           | UNIR  |
| Ministre de l'Eau et de l'Hydraulique villageoise                                                                                                   | Bolidja Tiem             |                                           | UNIR  |
| Ministre de l'Économie et des Finances | Sani Yaya                |                                           | UNIR  |
| Ministre de l'Économie maritime, de la Pêche et de la Protection côtière                                                                            | Edem Tengue              |                                           | UNIR  |
| Ministre de l'Économie numérique et de la Transformation digitale                                                                                   | Cina Lawson              |                                           | UNIR  |
| Ministre des Enseignements primaire, secondaire, technique et de l'Artisanat                                                                        | Komla Dodzi Kokoroko     |                                           | UNIR  |
| Ministre de l'Enseignement supérieur et de la Recherche                                                                                             | Ihou Wateba              |                                           | UNIR  |
| Ministre de l'Environnement et des Ressources forestières                                                                                           | Katari Foli-Bazi         |                                           | UNIR  |
| Ministre de la Fonction publique, du Travail et du Dialogue social                                                                                  | Gilbert Bawara           |                                           | UNIR  |
| Ministre de la Promotion de l'investissement |                          | Rose Kayi Mivedor                         | ?     |
| Garde des sceaux Ministre de la Justice et de la Législation                                                                                        |                          | Pius Agbetomey                            | UNIR  |
| Ministre de la Santé, de l'Hygiène publique et de l'Accès universel aux soins                                                                       | Moustafa Mijiyawa        |                                           | UNIR  |
| Ministre de la Sécurité et de la Protection civile                                                                                                  |                          | Damehane Yark                             | ?     |
| Ministre des Sports et Loisirs |                          | Lidi Bessi Kama                           | ?     |
| Ministre des Transports routiers, ferroviaire et aérien                                                                                             |                          | Affoh Atcha-Dédji                         | UNIR  |
| Ministre des Travaux publics | Zouréhatou Kassah-Traoré |                                           | UNIR  |
| Ministre de l'Urbanisme, de l'Habitat et de la Réforme foncière                                                                                     |                          | Koffi Tsolenyanu                          | ?     |

### Ministres délégués
| Fonction                                                              | Ministre de tutelle | Titulaire | Titulaire                 | Parti |
| --------------------------------------------------------------------- | --- | --------- | ------------------------- | ----- |
| Ministre chargé du Développement des territoires                      | Ministre délégué auprès du Ministre de l'Administration territoriale, de la Décentralisation et du Développement des territoires |           | Essomanam Edjeba          | ?     |
| Ministre délégué chargé de l'Enseignement technique et de l'Artisanat | Ministre des Enseignements primaire, secondaire, technique et de l'Artisanat                                                     |           | Kokou Eke Odin            | UNIR  |
| Ministre délégué chargé de l'Accès universel aux soins                | Ministre de la Santé, de l'Hygiène publique et de l'Accès universel aux soins                                                    |           | Mamissilé Akla Agba Assih | ?     |
| Ministre Secrétaire général du Gouvernement                           | Première Ministre |           | Kanka-Malik Natchaba      | UNIR  |

### Au titre de la Présidence de la République
| Fonction                                                                               | Titulaire | Titulaire              | Parti |
| -------------------------------------------------------------------------------------- | --------- | ---------------------- | ----- |
| Ministre Secrétaire général de la Présidence                                           |           | Sandra Ablamba Johnson | ?     |
| Ministre chargé de l'Inclusion financière et de l'Organisation du secteur informel     |           | Mazamesso Assih        | UNIR  |
| Ministre délégué auprès du Président de la République chargé de l'Énergie et des Mines |           | Mawougno Aziablé       | ?     |

### Remaniement du8 septembre 2023
Un remaniement est annoncé par le président Faure Gnassingbé en septembre 2023. Les changements sont les suivants, :
- 4 ministres changent de poste :
  - Damehane Yark, ancien ministre de la Sécurité et de la Protection civile, succède à Bolidja Tiem en tant que ministre d'État, ministre de l'Eau et de l'Hydraulique villageoise ;
  - Kodjo Adedze, ancien ministre du Commerce, de l’Artisanat et de la Consommation locale, succède à Koffi Tsolenyanu en tant que ministre d'État, ministre de l'Urbanisme, de l'Habitat et de la Réforme foncière ;
  - Rose Kayi Mivedor, ancienne ministre de la Promotion de l'investissement, succède à Kodjo Adedze au ministère du Commerce, de l'Artisanat et de la Consommation local ;
  - Le vice-secrétariat du gouvernement est ajouté au portefeuille de Christian Trimua

- 5 personnes entrent au gouvernement :
  - Hodabalo Awate, préfet et colonel, succède à Payadowa Boukpessi au ministère de l'Administration territoriale, de la Décentralisation et du Développement des territoires ;
  - Yawa Kouigan, maire d'Atakpamé, succède à Akodah Ayewouadan en tant que porte-parole du gouvernement et ministre de la Communication, des Médias, porte-parole du Gouvernement ;
  - Calixte Batossie Madjoulba, ambassadeur du Togo en France, succède à Damehane Yark au ministère de la Sécurité et de la Protection civile ;
  - Manuella Modoukpe Santos succède à Rose Kayi Mivedor au ministère de la Promotion de l'investissement ;
  - Jean Marie Koffi Ewonoulé Tessi, directeur de la branche togolaise de GTA Assurances, hérite du ministère de l'Accès universel aux soins, conjointement avec Moustafa Mijiyawa.

- Sont écartés du gouvernement :
  - Akodah Ayewouadan
  - Payadowa Boukpessi
  - Bolidja Tiem
  - Koffi Tsolenyanu